# اچ‌ام‌اس گلنتام (ام۲۶۳۱)
اچ‌ام‌اس گلنتام (ام۲۶۳۱) (به انگلیسی: HMS Glentham (M2631)) یک کشتی بود که طول آن ۱۰۰ فوت (۳۰ متر) بود. این کشتی در سال ۱۹۵۷ ساخته شد.